# Boothstraat
Deze circa 150 meter lange straat vormt een verbinding tussen het Janskerkhof en de Voorstraat in Utrecht.
De Boothstraat is in 1659 aangelegd. Voorheen lag in dit gebied de immuniteit van de nabijgelegen Janskerk. Op Boothstraat 6 na, zijn alle bestaande huizen in de Boothstraat gebouwd na de aanleg van de straat.
Boothstraat 6 is van oorsprong een claustraal huis, voor het eerst vermeld in 1424. In 1658 kocht de Utrechtse oud-burgemeester Cornelis Booth huis en grond. Vervolgens liet hij het huis verbouwen en werd de straat aangelegd. Van 1854 tot 1903 woonde de predikant en dichter Nicolaas Beets in het huis. In de 20e eeuw werd er het Willem Pompe Instituut gevestigd, het gebouw van de afdeling strafrecht van de Universiteit Utrecht. 
De Sociëteit van Navigators studentenvereniging Utrecht is gevestigd in de Boothstraat op nummer 10.

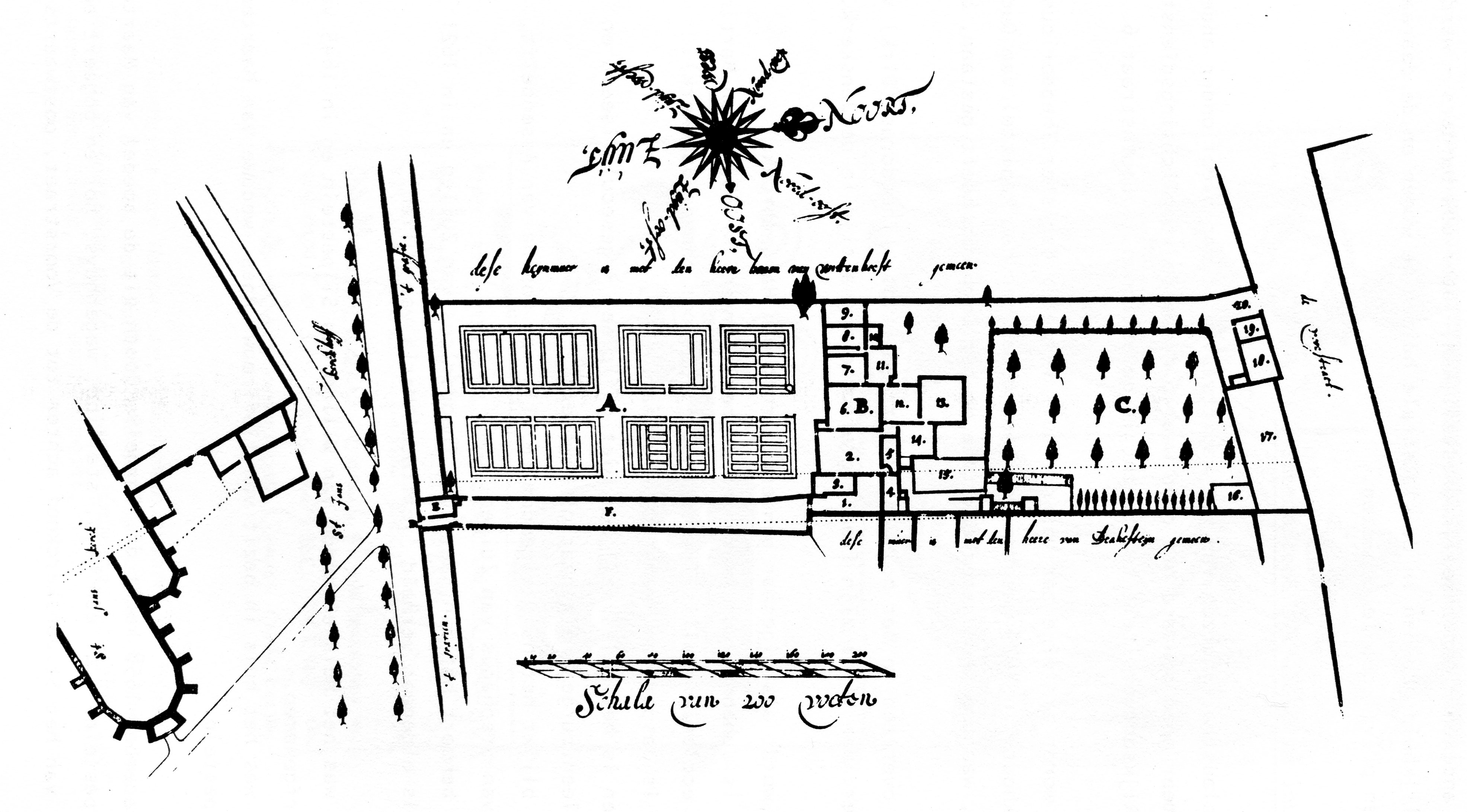
Het voormalige claustrale huis in 1658. De geplande Boothstraat loopt van links naar rechts boven de kaartschaal (de 'stippels' links zijn bomen op het Janskerkhof) .
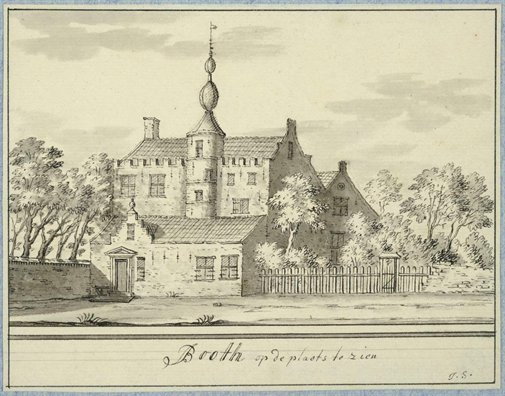
Het voormalige claustrale huis voor de verbouwing in 1659, tekening van J. Stellingwerff
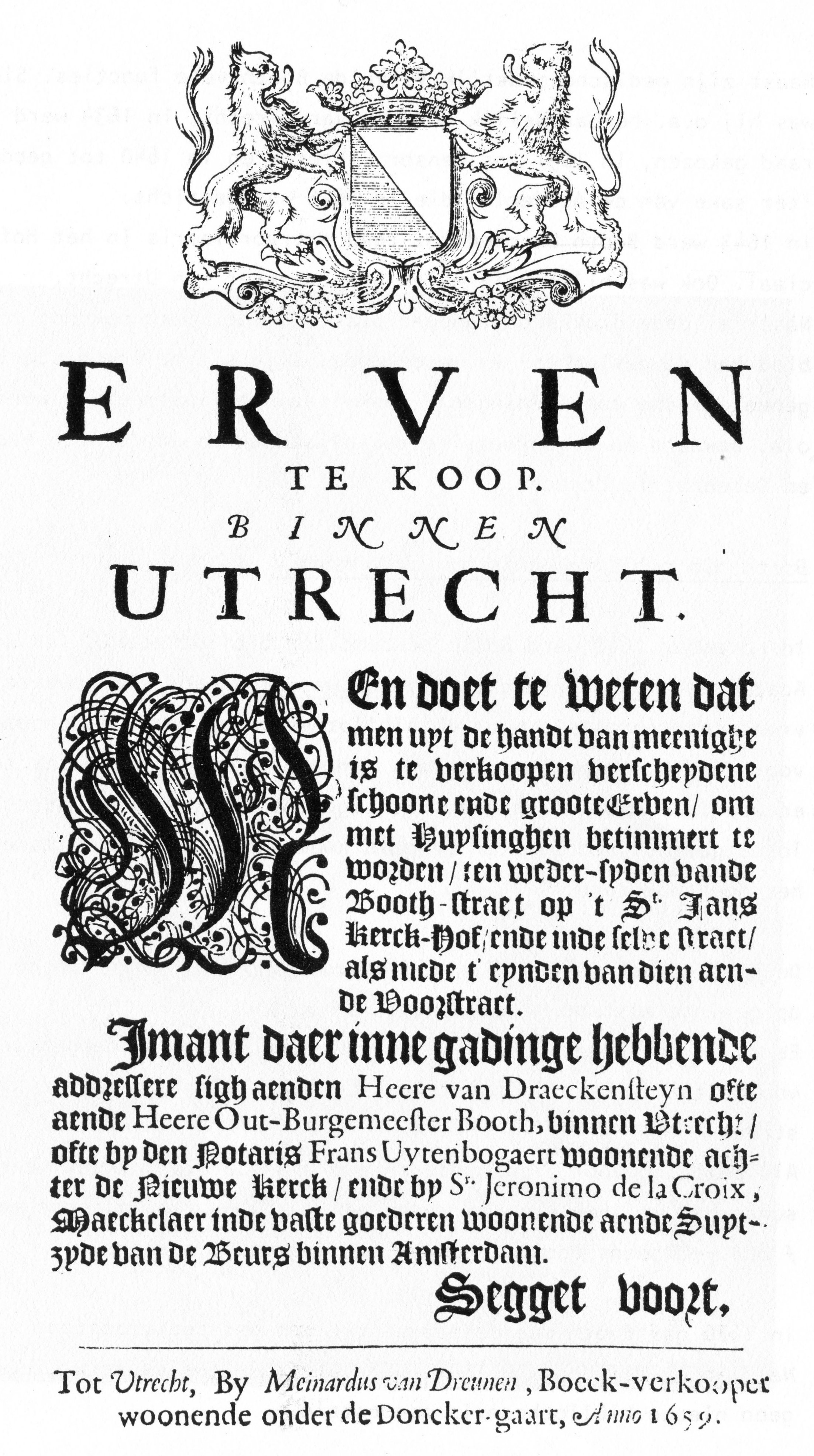
Aanplakbiljet uit 1659 waarin de verkoop aangekondigd wordt van "verscheydene schoone ende groote Erven om met Huysinghen betimmert te worden"

Vandaag de dag bevinden zich in de Boothstraat diverse monumentale bouwwerken waaronder een aantal rijksmonumenten.